# وادي حدية (القطن)
'

تعديل مصدري - تعديل

وادي حدية هي إحدى قرى عزلة القطن بمديرية القطن التابعة لمحافظة حضرموت، بلغ تعداد سكانها 264 نسمة حسب تعداد اليمن لعام 2004.